# واله د کامبرا
شهر واله د کامبرا (به پرتغالی: Vale de Cambra) در واله د کامبرا در کشور پرتغال واقع شده‌است. جمعیت این شهر ۴٬۲۰۰ نفر  است. در تاریخ ۲ ژوئیه ۱۹۹۳ به عنوان شهر شناخته شد.